# Abrowser
Abrowser è il web browser predefinito della distribuzione Linux Trisquel GNU/Linux. Si tratta di un rebranding del noto browser Mozilla Firefox con il quale condivide il codice sorgente di base.
Abrowser è distribuito sotto le licenze MPL, GPL o LGPL a scelta dell'utente, come nel caso di Mozilla Firefox, ma senza le limitazioni sull'uso del nome e del logo.
Il progetto Trisquel mantiene una pagina contenente una lista di addon (estensioni, temi e motori di ricerca) dotati di licenza libera e disponibili per il proprio browser Abrowser.

## Storia
Fino alla versione 6 della distribuzione Trisquel GNU/Linux il browser predefinito era GNU IceCat, anch'esso un browser nato per superare le limitazioni di libertà offerte dal browser di casa Mozilla.
Con la versione 7, il team di sviluppo di Trisquel GNU/Linux ha deciso di abbandonare GNU IceCat e sviluppare Abrowser in quanto ha ritenuto che alcune delle funzionalità di GNU IceCat fossero troppo aggressive.